# Асеу (комуна)
Асеу (рум. Asău) — комуна у повіті Бакеу в Румунії. До складу комуни входять такі села (дані про населення за 2002 рік):
- Апа-Асеу (1676 осіб)
- Асеу (2393 особи)
- Лунка-Асеу (814 осіб)
- Пелтініш (687 осіб)
- Стража (1355 осіб)
- Чобенуш (587 осіб)

Комуна розташована на відстані 223 км на північ від Бухареста, 42 км на захід від Бакеу, 120 км на південний захід від Ясс, 106 км на північний схід від Брашова.

## Населення
За даними перепису населення 2002 року у комуні проживали 7512 осіб.
Національний склад населення комуни:
| Національність | Кількість осіб | Відсоток |
| -------------- | -------------- | -------- |
| румуни         | 7350           | 97,8%    |
| цигани         | 155            | 2,1%     |
| угорці         | 6              | 0,1%     |
| німці          | 1              | < 0,1%   |

Рідною мовою назвали:
| Мова      | Кількість осіб | Відсоток |
| --------- | -------------- | -------- |
| румунську | 7505           | 99,9%    |
| угорську  | 5              | 0,1%     |
| циганську | 1              | < 0,1%   |
| сербську  | 1              | < 0,1%   |

Склад населення комуни за віросповіданням:
| Релігія            | Кількість осіб | Відсоток |
| ------------------ | -------------- | -------- |
| православні        | 7227           | 96,2%    |
| старообрядці       | 153            | 2,0%     |
| адвентисти         | 43             | 0,6%     |
| п'ятдесятники      | 23             | 0,3%     |
| римо-католики      | 19             | 0,3%     |
| не релігійні       | 2              | < 0,1%   |
| атеїсти            | 1              | < 0,1%   |
| не вказали релігію | 1              | < 0,1%   |